# Фыннин-Маньчжурский автономный уезд
Фэнни́н-Маньчжу́рский автономный уезд (кит. упр. 丰宁满族自治县, пиньинь Fēngníng Mǎnzú zìzhìxiàn, маньчж. ᡶᡝᠩᠨᡳᠩ
 ᠮᠠᠨᠵᡠ ᠪᡝᠶᡝ
 ᡩᠠᠰᠠᠩᡤᠠ ᠰᡳᠶᠠᠨ) — автономный уезд городского округа Чэндэ провинции Хэбэй (КНР).

## История
В 1736 году был создан Сыциский комиссариат (四旗厅). В 1778 году он был преобразован в уезд Фэннин (丰宁县).
В 1914 году был образован Специальный административный район Жэхэ (热河特别区), и уезд вошёл в его состав. В 1928 году Специальный административный район Жэхэ был преобразован в провинцию Жэхэ.
В 1933 году территория была захвачена японцами и передана в состав марионеточного государства Маньчжоу-го.
В 1955 году провинция Жэхэ была расформирована, и уезд вошёл в состав Специального район Чэндэ (承德专区) провинции Хэбэй (впоследствии переименованного в Округ Чэндэ). В 1987 году уезд Фэннин был преобразован в Фэннин-Маньчжурский автономный уезд. В июле 1993 года округ Чэндэ и город Чэндэ были объединены в Городской округ Чэндэ.

## Административное деление
Фэннин-Маньчжурский автономный уезд делится на 9 посёлков, 16 волостей и 1 национальную волость:
- посёлки
  - Болоно (波罗诺镇)
  - Дагэ (大阁镇)
  - Датань (大滩镇)
  - Тучэн (土城镇)
  - Тяньцяо (天桥镇)
  - Фэншань (凤山镇)
  - Хуанци (黄旗镇)
  - Хэйшаньцзюй (黑山咀镇)
  - Юйэршань (鱼儿山镇)
- волости
  - Бэйтоуин (北头营乡)
  - Вайгоумэнь (外沟门乡)
  - Ванин (王营乡)
  - Ваньшэнъюн (万胜永乡)
  - Кулуншань (窟窿山乡)
  - Сигуаньин (西官营乡)
  - Суцзядянь (苏家店乡)
  - Сычакоу (四岔口乡)
  - Сюаньцзянин (选将营乡)
  - Сяобацзы (小坝子乡)
  - Танхэ (汤河乡)
  - Удаоин (五道营乡)
  - Хулиньин (胡麻营乡)
  - Цаоюань (草原乡)
  - Шижэньгоу (石人沟乡)
  - Янмучжацзы (杨木栅子乡)
- национальная волость
  - Наньгуань-Монгольская национальная волость (南关蒙古族乡)